# Jullienula kaigarabashiensis
Jullienula kaigarabashiensis is een mosdiertjessoort uit de familie van de Cribrilinidae. De wetenschappelijke naam van de soort is voor het eerst geldig gepubliceerd in 1975 door Hayami.